# Michel Lage Venterink
Michel Lage Venterink (31 mei 1972 – Oldenzaal, 3 oktober 2021) was een Nederlands voetballer. 
Het merendeel van zijn carrière speelde hij in het amateurvoetbal voor Quick'20. Vanaf de zomer van 2000 speelde hij twee seizoenen voor Go Ahead Eagles. In 2002 keerde hij terug naar zijn oude club Quick '20. 
In de nacht van 2 op 3 oktober 2021 stierf hij onverwacht in zijn slaap.

## Carrièrestatistieken
| Seizoen         | Club            | Land            | Competitie      | Competitie | Competitie | Beker | Beker | Internationaal | Internationaal | Overig | Overig | Totaal | Totaal |
| Seizoen         | Club            | Land            | Competitie      | Wed.       | Dlp.       | Wed.  | Dlp.  | Wed.           | Dlp.           | Wed.   | Dlp.   | Wed.   | Dlp.   |
| --------------- | --------------- | --------------- | --------------- | ---------- | ---------- | ----- | ----- | -------------- | -------------- | ------ | ------ | ------ | ------ |
| 2000/01         | Go Ahead Eagles | Nederland       | Eerste divisie  | –          | –          | –     | –     | –              | –              | 0      | 0      | –      | –      |
| 2001/02         | Go Ahead Eagles | Nederland       | Eerste divisie  | –          | –          | –     | –     | –              | –              | –      | –      | –      | –      |
| Carrière totaal | Carrière totaal | Carrière totaal | Carrière totaal | –          | –          | –     | –     | 0              | 0              | –      | –      | –      | –      |